# 国際養蜂協会連合
国際養蜂協会連合（こくさいようほうきょうかいれんごう、英語: Apimondia）は、イタリア・ローマに本部を置き、世界中の49カ国・55の養蜂協会が属する国際組織。会員数は500万人以上。
1987年以来、ほぼ2年に1度の割合で世界各地で「国際養蜂会議」を開催している。会議ではローヤルゼリーやプロポリスなどのミツバチ産物の臨床基礎研究や生産技術など、ミツバチに関するあらゆる分野に関連した大学・製薬会社・企業などによる様々な研究成果が発表されている。
国際養蜂会議では主に以下の分野に分かれて発表が行われる。
1. 養蜂経済
2. ミツバチ生物学
3. ミツバチ病理学
4. 花粉媒介、蜜源植物
5. 養蜂技術・機器
6. アピセラピー（蜂毒療法、蜂産品療法、Apitherapy、Bee venom therapy）
7. 養蜂と農村開発